# Bouchardium
Bouchardium (лат.) — род жуков-чернотелок подтрибы Molurina из трибы Sepidiini (Pimeliinae, Tenebrionidae).

## Этимология
Род назван в честь канадского энтомолога Патриса Бушара (Dr. Patrice Bouchard, Canadian National Collection of Insects, Arachnids and Nematodes, Agriculture and Agri-Food Canada, Оттава, Канада), специалиста по жукам-чернотелкам (Tenebrionidae) и зоологической номенклатуре.

## Описание
Жуки-чернотелки средних размеров (длина тела около 2 см). От близких родов отличается специфическим строением простернума (удлиненная и выступающая вершина), надкрылий (наличие резких боковых рёбер) и скутеллюма (вершина с глубокими поперечными бороздками). Это ставит Bouchardium близко к следующим родам: Amiantus Fåhraeus, 1870, Arturium Koch, 1951, Brachyphrynus  Fairmaire, 1882, Dichtha Haag-Rutenberg, 1871, Distretus Haag-Rutenberg, 1871, Euphrynus Fairmaire, 1897, Glyptophrynus  Fairmaire, 1899, Melanolophus Fairmaire, 1882, Phrynocolus Lacordaire, 1859, Phrynophanes Koch, 1951 и Physophrynus Fairmaire, 1882. Среди них Bouchardium демонстрирует наибольшее сходство с Distretus и Dichtha, поскольку все они имеют сходное строение надкрылий (резко зазубренный плечевой край и уплощенную поверхность надкрылий). Тем не менее Bouchardium можно отличить от всех вышеперечисленных родов, включая Dichtha и Distretus, по уникальному расположению пронотальных пунктур (бока пронотального диска с крупными, сливающимися точками; центр диска с мелкими точками, на расстоянии 4—5 диаметров друг от друга против пронотального диска, равномерно покрытого крупными, иногда сливающимися, пунктурами) и субквадратной форме тела (фронтальный/задний виды).

## Классификация
Известно 3 вида. Род выделен в 2024 году и включён в подтрибу Molurina из трибы Sepidiini (Pimeliinae, Tenebrionidae)>.
- Bouchardium chillygonzalesi Kamiński, 2024[1].
- Bouchardium cubicum (Guérin-Méneville, 1845)
  - =Moluris cubica Guérin-Méneville, 1845
  - =Dichtha cubica Guérin-Méneville, 1845
- Bouchardium mariae Kamiński, 2024[1].

## Распространение
Встречается в южной части Афротропики: Ботсвана (восточная часть страны), Мозамбик, ЮАР (провинции: Гаутенг, Лимпопо, Мпумаланга, Северо-Запад), Зимбабве (южная часть страны).